# Marinestützpunktkommando Eckernförde
Das Marinestützpunktkommando Eckernförde ist eine Dienststelle der deutschen Marine in Schleswig-Holstein auf dem Marinestützpunkt Eckernförde.

## Aufgaben
Aufgabe des Kommandos ist die Versorgung der zum Marinestützpunkt Eckernförde gehörenden Kommandos und Einrichtungen der Marine und aller den Stützpunkt anlaufenden schwimmenden Einheiten. Zum Kommando gehörten sowohl bis zur Außerdienststellung 2024 das letzte noch in der Deutschen Marine verbliebene Mehrzwecklandungsboot „Lachs“ (L 762) als auch bis zur Auflösung im gleichen Jahr die einzige Sportfördergruppe der Marine "Maritimer Fünfkampf".

## Organisation
Das Marinestützpunktkommando Eckernförde ist seit 2003 eine eigenständige Dienststelle. Zuvor war es eine Außenstelle des Marinestützpunktes Kiel. Seit 2012 untersteht das Marinestützpunktkommando Eckernförde der Einsatzflottille 1 in Kiel.

## Kommandeure des Stützpunkts
| Lfd. Nr. | Name                              | von           | bis           | Bemerkung                 |
| -------- | --------------------------------- | ------------- | ------------- | ------------------------- |
| 1        | Fregattenkapitän Heino Lingner    | 2003          | 28. Sep. 2011 |                           |
| 2        | Fregattenkapitän Helmut Brodersen | 28. Sep. 2011 | 27. Nov. 2014 |                           |
| 3        | Fregattenkapitän Bernd Ufermann   | 27. Nov. 2014 | 25. Sep. 2019 | Zugleich Standortältester |
| 4        | Fregattenkapitän Oliver Wellinger | 25. Sep. 2019 | 28. Sep. 2021 | Zugleich Standortältester |
| 5        | Fregattenkapitän Olaf Oertel      | 28. Sep. 2021 | 25. Sep. 2024 | Zugleich Standortältester |
| 6        | Fregattenkapitän Rouven Grünhagen | 25. Sep. 2024 |               | Zugleich Standortältester |